# Újjászületés (párt)
Az Újjászületés (bolgárul: Възраждане) egy bolgár szélsőjobboldali párt, melyet 2014-ben alapítottak. A párt elnöke Kosztadin Kosztadinov. Egyes politológusok és sajtóelemzők szerint a párt euroszkeptikus és nyugatellenes politikát folytat. A párt egyik fő célja Bulgária és Észak-Macedónia egyesítése, vagyis Nagy-Bulgária létrehozása.  
2021-ben a párt 4,86 százalékot szerzett a parlamenti választáson, így 13 mandátuma lett a 240 fős parlamentben. 

## Választási eredmények
| év              | szavazatarány | mandátumszám | szavazatszám | státusz               |
| --------------- | ------------- | ------------ | ------------ | --------------------- |
| 2017            | 1,08%         | 0            | 37 896       | nem jutott be         |
| 2021. április   | 2,41%         | 0            | 78 414       | nem jutott be         |
| 2021. július    | 2,97%         | 0            | 82 147       | nem jutott be         |
| 2021. november' | 4,80%         | 13           | 127 568      | ellenzék              |
| 2022            | 9,83%         | 27           | 254 925      | előrehozott választás |
| 2023            | 13,58%        | 37           | 358 174      | ellenzék              |

| év      | szavazatarány | mandátumszám | szavazatszám | EP-frakció                 |
| ------- | ------------- | ------------ | ------------ | -------------------------- |
| 2019-es | 1,04%         | 0            | 20 319       | -                          |
| 2024-es | 13,98%        | 3            | 281 439      | Szuverén Nemzetek Európája |